# 追突
追突（ついとつ）または追突事故（ついとつじこ）は、停止または前進している車両の後部に、後続の車両が前進して衝突する類型の交通事故である。玉突き事故（たまつきじこ）は追突事故の一類型である（後述）。道路交通で頻発するほか、鉄道でも起こり得る。

## 統計
警察庁の統計によると、2014年の1年間に日本国内で20万7485件の追突事故が発生した。追突は、年間の交通事故の総件数（57万3842件）の36.1%、車両対車両の交通事故（49万8087件）の41.7%を占め、最も頻度の多い事故類型であった。また、高速道路での人身事故のうち70%以上を追突が占める。
2014年には日本国内で追突による死亡事故が227件発生した。追突は、車両対車両の交通死亡事故のうちでは、出会い頭（543件）、正面衝突（384件）に次いで3番目に多い事故類型であった。
車両単独事故の死亡事故率が5.00%、正面衝突の死亡事故率が3.06%であるのに対して、追突の場合の死亡事故率は0.11%であった。

## 原因と防止策
原因のほとんどは運転時の考えごと、脇見、慣れにあり、疲労、急ぎ、慌てといった要因が加わると事故の可能性が増大する。防止策として、運転に集中すること、車間時間を2秒以上空けること、停車時に前車と車間をとることが挙げられる。

## 逆追突
前方に位置する自動車が、故意か過失かを問わず後退して、後方に位置する自動車に衝突する事故も存在し、俗に逆追突と呼ばれる。坂道発進で時折発生することがある。

## 玉突き事故
玉突き事故は、車両Aの後ろで停止または低速で前進している車両Bに、第3の車両Cが追突し、それにより前方に押し出されたBがAに追突する類型の事故である。

## 鉄道の追突事故
鉄道における追突事故として、次のような例がある。
- 温州市鉄道衝突脱線事故（2011年、中国、死者40人）
- 東中野駅列車追突事故（1988年、日本、死者2人）
- 東急東横線元住吉駅追突事故（2014年、日本、死者無し）